# سیفلیس عصبی

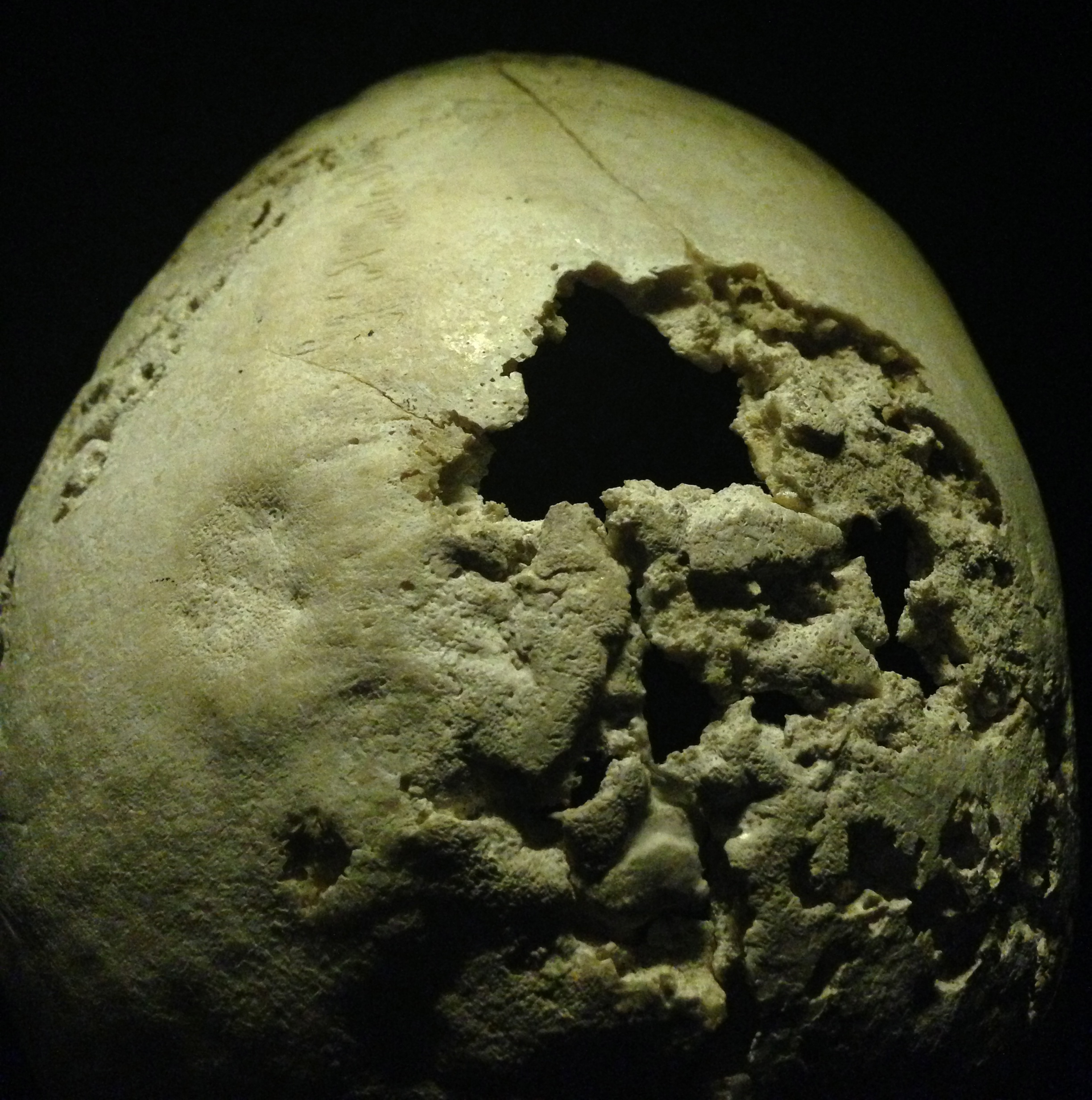
بخش از جمجمهٔ انسان که در مراحل پیشرفتهٔ سفلیس عصبی آسیب دیده است.

سیفلیس عصبی یا سیفلیس اعصاب (Neurosyphilis) هنگامی است که عفونت سیفلیس، دستگاه عصبی مرکزی (مغز و نخاع) را درگیر می‌کند. سیفلیس توسط باکتری ترپونما پالیدوم به وجود می‌آید و راه اصلی انتقال آن تماس جنسی است. سیفلیس عصبی می‌تواند به صورت زودرس اتفاق بیفتدو ممکن است بدون علامت باشد یا به صورت مننژیت سیفلیسی ظاهر شود، یا به صورت دیررس (متاخر) و به کشل سیفلیس منینگو وسکیولار، فلج عمومی، یا سل نخاعی باشد، که با ضعف در حفظ تعادل و دردهای لحظه‌ای در اندام‌های انتهایی بدن همراه است. سیفلیس دیررس اعصاب معمولاً بین ۴ تا ۲۵ سال بعد از عفونت اولیه ظاهر می‌شود و ۲۵٪–۴۰٪ افرادی که سیفلیس درمان‌نشده دارند، دچار سیفلیس عصبی می‌شوند.
سیفلیس عصبی دیررس (متاخر) در ۶٫۵٪ موارد درمان‌نشدهٔ سیفلیس در مرحلهٔ سوم دیده می‌شود.
(سیفلیس مرحله سوم در یک سوم افراده آلوده‌ای که تحت درمان قرار نمی‌گیرند بروز می‌کند)
سیفلیس منینگو وسکیولار معمولاً با بی‌حسی و تشنج، و فلج عمومی به همراه زوال عقل (جنون) و سل نخاعی همراه است. همچنین، ممکن است مردمک ارگیل-رابتسون (که مردمک‌های کوچک و دو سویه‌ای هستند و وقتی شخص به اشیاء نزدیک متمرکز می‌شود تنگ می‌شوند) در این بیماری وقتی که شخص در معرض نور قرار می‌گیرد تنگ نشوند.
گاه در سیفلیس عصبی علایمی شبیه بیماری آلزایمر مشاهده می‌شود.

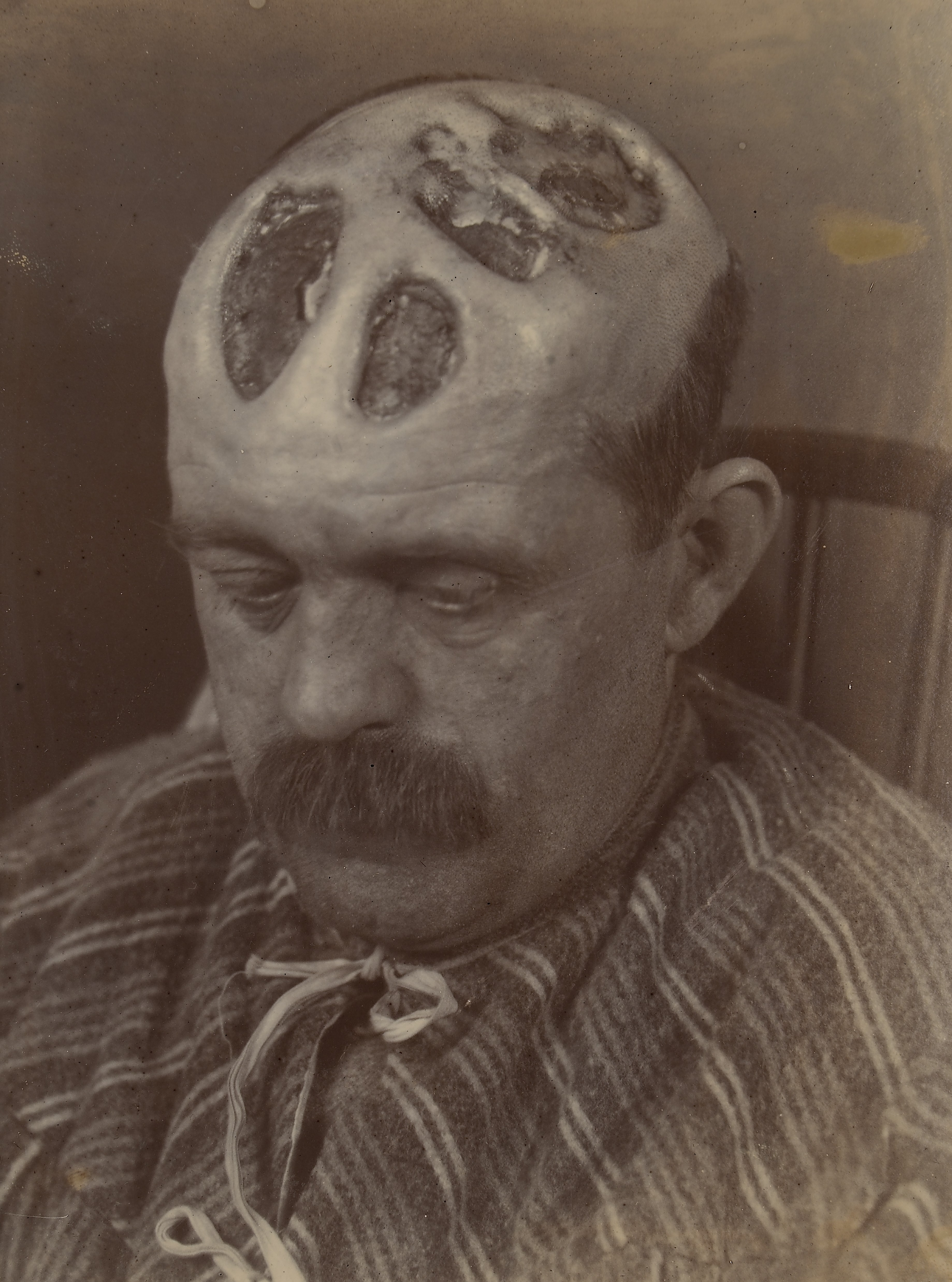
مردی مبتلا به سیفلیس سومیه یا عصبی که بعد از دوازده سال به سیفلیس عصبی مبتلا شده و بر اثر عفونت جمجه اش بشدت آسیب دیده. عکس مربوط به سال 1894 میلادی.

## تشخیص و آزمایش
در سیفیلیس بطئی یا نهفته، مایع مغزی نخاعی (CSF) برای تشخیص درگیری مغز (سیفیلیس عصبی) آزمایش می‌شود.
سیفیلیس عصبی می‌تواند با بررسی بالا بودن تعداد گلبول سفید (غالباً لنفوسیت) و سطح بالایی از پروتئین در مایع مغزی-نخاعی در شرایط عفونت سیفلیس تشخیص داده شود.
ام‌آرآی از مغز، ساقه مغز یا نخاع نیز می‌تواند مفید باشد.

## درمان
پنی سیلین برای درمان سفلیس عصبی به کار می‌رود، البته تشخیص و درمان زودهنگام بیماری حیاتی است.